# ویویان فوکس
سر ویویان ارنست فوکس FRS‏ (Sir Vivian Ernest Fuchs) (زادهٔ ۱۱ فوریه ۱۹۰۸ – درگذشتهٔ ۱۱ نوامبر ۱۹۹۹)، کاوشگر انگلیسی است که تیم اکتشافی وی برای نخستین بار در سال ۱۹۵۸ جنوبگان را پیاده پیمودند.

## زندگی‌نامه
فوکس فرزند ارنست فوکس که یک مهاجر آلمانی از منطقهٔ ینا و همسر بریتانیاییش، ویولت واتسون بود. او در سال ۱۹۰۸ در فرشواتر، جزیره وایت چشم به جهان گشود و برای تحصیل به کالج برایتون و کالج سنت جان، کمبریج رفت. تحصیلات وی زمین‌شناسی بود و از این حرفه برای رسیدن به آرزویش یعنی کار در فضای طبیعت استفاده کرد. او در کمبریج عضو باشگاه سدویک بود. نخستین سفر وی در سال ۱۹۲۹ به گرینلند با مربی‌اش جیمز وردی انجام شد. پس از فارغ‌التحصیلی در سال ۱۹۳۰، او با هیئت اعزامی دانشگاه کمبریج برای بررسی زمین‌شناسی دریاچه‌های شرق آفریقا با توجه به تغییر اقلیم، سفر کرد. پس از آن او در سفری به تنگ الدوای به لوئیس لیکی که یک انسان‌شناس بود، پیوست. در سال ۱۹۳۳، فوکس با دختر دایی/خالهٔ خود، جویس کانل، ازدواج کرد. جویس خود نیز یک جهانگرد بود و ویویان را در سفرش به دریاچه رودولف (دریاچه تورکانا فعلی) در سال ۱۹۳۴ همراهی کرد. یافته‌های علمی این سفر که در آن دو نفر از همراهان شان را گم کردند، موجب کسب مدرک دکترای فوکس در سال ۱۹۳۷ از دانشگاه کمبریج شد.
در فوریهٔ ۱۹۳۶، دختر فوکس به نام هیلاری به دنیا آمد. فوکس در سال ۱۹۳۷ به منظور یک سفری اکتشافی به جنوب تانزانیا برای تحقیق در مورد دریاچه روکوا، برنامه‌ریزی نمود. او در سال ۱۹۳۸ و در برگشت از سفر متوجه شد که دختر دومش، روزالیند، دچار فلج مغزی شدید شده‌است.
او در سن سی سالگی به نیروی زمینی ارتش پیوست و از سال ۱۹۴۲ تا ژوئیه ۱۹۴۳ به ساحل طلا (مستعمره بریتانیایی) اعزام شد. او به خانه بازگشت و به لندن فرستاده شد تا در مرکز فرماندهی ارتش دوم در سمت امور مدنی مشغول به کار شود. ارتش دوم برای پیاده‌سازی در نرماندی به پورتسموث منتقل شد و فوکس در نهایت به موقع به آلمان رسید تا شاهد آزادی زندانیان اردوگاه کار اجباری بلسن باشد. او وظیفهٔ فرمانداری شهر پلون واقع در ایالت شلسویگ-هولشتاین را برعهده داشت تا آنکه در اکتبر سال ۱۹۴۶ از خدمت سربازی با درجهٔ سروان مرخص شد.
فوکس زمانی که برای سمت زمین‌شناس در آغاز سال ۱۹۴۷ درخواست‌داد، درگیر پروژهٔ تحقیق در وابستگی جزایر فاکلند (تحقیقات قطب جنوب بریتانیای فعلی) شده بود. هدف سازمان اثبات و ترویج ادعاهای بریتانیا در مورد قطب جنوب و همچنین در وهلهٔ بعدی، حمایت از تحقیقات علمی بود. در سال ۱۹۵۰، از فوکس خواسته شد تا ادارهٔ جدید تحقیقات لندن را گسترش دهد تا برای تحقیق در قطب جنوب برنامه‌ریزی کرده و از نشریات تحقیقاتی حمایت کند. او از سال ۱۹۵۸ (پس از بازگشت از سفر اکتشافی موفقیت‌آمیز از قطب جنوب) تا سال ۱۹۷۳ مدیریت بررسی و تحقیق در وابستگی جزایر فاکلند را بر عهده داشت. وی در سال ۱۹۷۴ عضوی از انجمن سلطنتی شد.
همسر فوکس در سال ۱۹۹۰ در حالی که ۸۳ سال داشت بر اثر ایست قلبی در آکسفورد چشم از جهان فروبست. فوکس یکسال پس از فوت همسرش با النور هانی ویل، دستیار شخصی سابق خود در بریتیش قطب جنوب در کنزینگتون و چلسیه لندن ازدواج کرد. سر ویویان ارنست فوکس سرانجام در ۱۱ نوامبر ۱۹۹۹ در سن ۹۱ سالگی در کمبریج چشم از جهان فروبست.

## سفر اکتشافی اتحادیه کشورهای مشترک‌المنافع به قطب جنوب

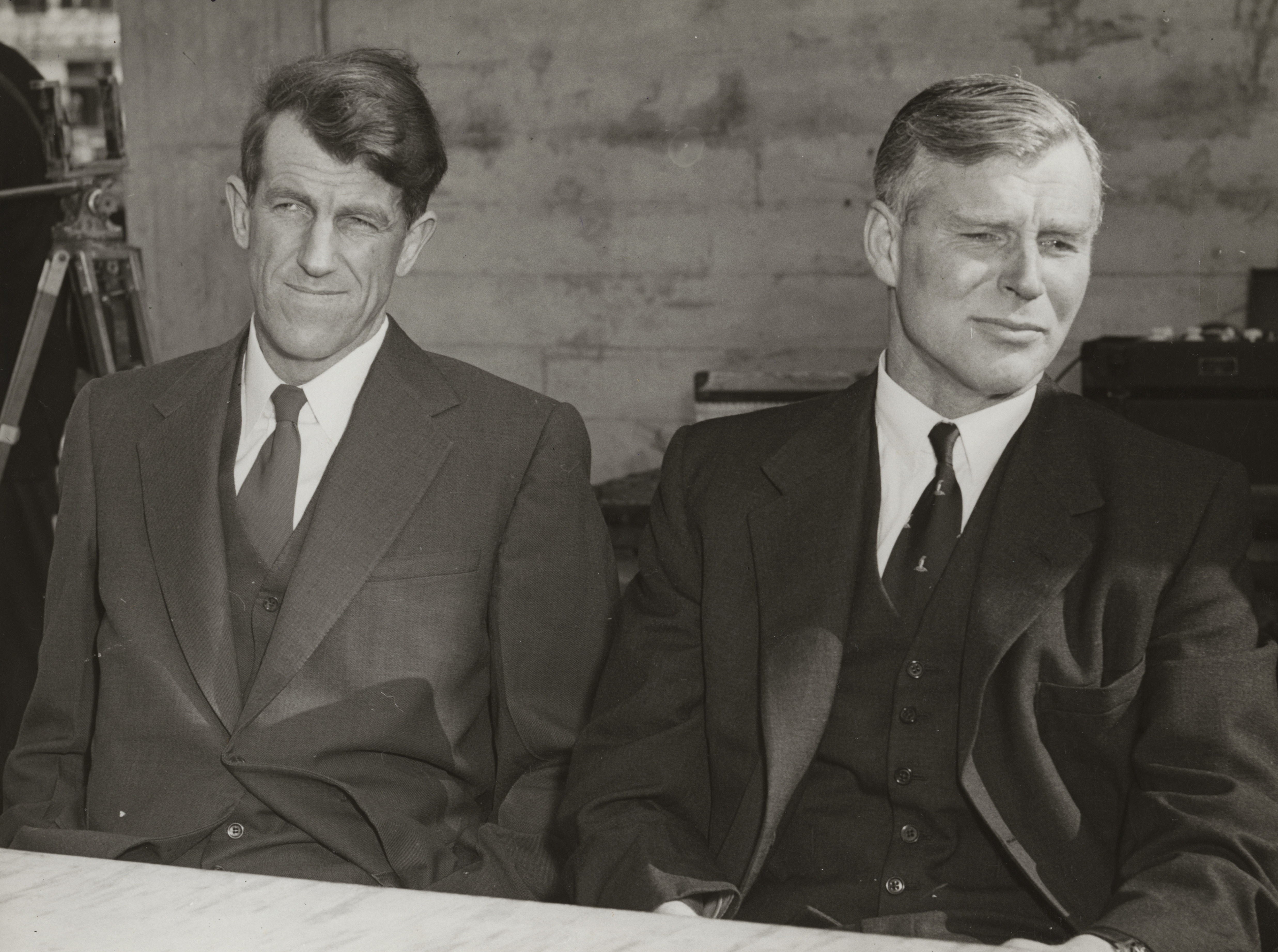
ادموند هیلاری (سمت چپ) و ویویان فوکس در طی یک کنفرانس مطبوعاتی در اسکله ولینگتون در سال 1958 میلادی. پس از بازگشت اعضای اعزامی اتحادیه کشورهای مشترک المنافع (1955-1958).عکاس ناشناس، مشخصات ظاهری: چاپ ژلاتین نقره ای، 15.2 x 21.2 سانتی متر

فوکس بیشتر به عنوان رهبر سفر اکتشافی اتحادیه کشورهای مشترک‌المنافع به قطب جنوب، شهرت دارد. سفری که توسط اتحادیه کشورهای مشترک‌المنافع حمایت مالی شد و نخستین حضور در قطب جنوب را رقم زد. برنامه‌ریزی برای این سفر اکتشافی در سال ۱۹۵۳ آغاز شد و پیش‌بینی استفاده از ماشین‌های مخصوص به منظور حرکت بر روی برف را برای گذر از قاره در ۱۰۰ روز کرده بود. این سفر از دریای ودل آغاز شد و قطب جنوب را طی کرده و در نهایت در دریای راس به پایان رسید.
فوکس و گروه همراهش در ژانویهٔ ۱۹۵۷ پس از اردو زدن وارد قطب جنوب شدند. گروه در ۲۴ نوامبر ۱۹۵۷ از ارنست شکلتون جدا شدند. اطلاعات علمی متنوعی از آزمایش‌ها لرزه‌ای و مطالعات ثقل‌سنجی در طول سفر جمع‌آوری شد. دانشمندان ضخامت یخ در قطب و وجود تودهٔ خشکی زیر یخ‌ها را مشخص کردند. در ۲ مارس ۱۹۵۸، فوکس و همراهانش سفر صد روزه-ی خود را با رسیدن به پایگاه اسکات به اتمام رساندند و در مجموع ۲۱۵۸ مایل سفر کردند.
در سال ۱۹۵۸، او توسط ملکه الیزابت دوم لقب شوالیه گرفت. او با همکاری با ادموند هیلاری کتاب گذر از قطب جنوب را نوشتند. در سال ۱۹۵۹ فوکس، مدال هانس اگده را از انجمن سلطنتی جغرافیای دانمارک دریافت کرد.

## مدال فوکس
مدال فوکس در سال ۱۹۷۳ برای «ایجاد تفاوت برجسته به منافع سازمان بررسی قطب جنوب بریتانیا، فراتر از وظیفه عادی، توسط مردان یا زنانی که عضو این تحقیقات هستند یا بودند، یا ارتباط نزدیکی با کار آن داشتند» طراحی شد.
این مدال در سال به یک یا دو نفر از کسانی که با تحقیقات قطب جنوب بریتانیای همکاری دارند، اهدا می‌شود.